# Ascension (mini-série)
Pour les articles homonymes, voir Ascension.
Ascension est une mini-série américano-canadienne de science-fiction de six épisodes de 60 minutes créée par Philip Levens et Adrian A. Cruz, diffusée les 15, 16 et 17 décembre 2014 sur Syfy. L'histoire se déroule dans un présent alternatif à bord d'un vaisseau générationnel, inspiré du vaisseau Orion (un concept de vaisseau spatial élaboré durant les années 1950 et 60, puis abandonné). La série montre la vie à bord, restée à l'heure des années Kennedy depuis le lancement : tenues, musique, culture... Une partie de l'intrigue et le dénouement s'inspirent apparemment du roman Destination vide de Frank Herbert.
La série est diffusée au Québec sur la chaîne Super Écran depuis le 10 juillet 2015 et sur Cinépop à partir du 2 décembre 2016. La série est diffusée en France sur Série Club depuis le 21 octobre 2015, et sur 6ter depuis le 12 janvier 2016. Néanmoins, elle reste inédite dans les autres pays francophones.

## Synopsis
Une mission spatiale secrète est lancée en 1963 par le gouvernement des États-Unis avec à son bord des humains pour un voyage qui doit durer 100 ans. La culture à bord demeure celle de la Terre à l'époque du lancement : technologie, codes sociaux, habillement...
Le but de cette mission est de peupler un nouveau monde en envoyant des centaines d'hommes, de femmes et d'enfants pour un voyage de cent ans à bord du vaisseau Ascension.
Mais près de 50 ans plus tard, à l'approche du point de non-retour, l’assassinat mystérieux d'une jeune femme va amener la population à s'interroger sur la vraie nature et le but de son expédition.

## Distribution

### Personnages principaux
- Tricia Helfer (VF : Laura Préjean) : Viondra Denninger[2]
- Gil Bellows (VF : Thierry Ragueneau) : Harris Enzmann[3]
- Brian Van Holt (VF : Arnaud Arbessier) : William Denninger[2]
- Andrea Roth (VF : Rafaèle Moutier) : Dr Juliet Bryce[2]
- Brandon P. Bell (VF : Jean-Baptiste Anoumon) : Aaron Gault[4]
- Jacqueline Byers (VF : Adeline Chetail) : Nora Bryce[2]
- Tiffany Lonsdale (VF : Josy Bernard) : Emily Vanderhaus[2]
- Ryan Robbins (VF : Fabrice Lelyon) : Duke Vanderhaus
- P.J. Boudousqué (VF : Gauthier Battoue) : James Toback
- Ellie O'Brien : Christa Valis, l'enfant avec des capacités extraordinaires

### Personnages récurrents
- Amanda Thomson (VF : Kelly Marot) : Lorelei Wright
- John Ralston (VF : Guillaume Orsat) : Robert Bryce
- Al Sapienza (VF : Mathieu Buscatto) : Conseiller Rose
- Mark Camacho (VF : Jérôme Wiggins) : Martin Carillo
- Wendy Crewson (VF : Ivana Coppola) : Katherine Warren
- Rachael Crawford (VF : Laurence Bréheret) : Ophelia

source VF

## Liste des épisodes
1. Voyage vers l'inconnu (Chapter One, Part 1)
2. Le Globus (Chapter One, Part 2)
3. No Future (Chapter Two, Part 1)
4. Prémonition (Chapter Two, Part 2)
5. Ostara (Chapter Three, Part 1)
6. L'Enfant des étoiles (Chapter Three, Part 2)

## Suite
Bien que le projet était prévu comme une mini-série de 6 épisodes, le dernier épisode n'achève pas l'histoire. La deuxième saison a été annulée par la production, laissant le public avec plusieurs interrogations sur le déroulement de l'histoire.

## Diffusion et réception
La série est diffusée sur Netflix à partir d'août 2016.
En 2022, elle est visible en streaming sur Pluto TV.